# Bithia gorbunovi
Bithia gorbunovi là một loài ruồi trong họ Tachinidae.